# دونالد جي. باين
دونالد جي. باين (بالإنجليزية: Donald G. Payne)‏ (3 يناير 1924، لندن في المملكة المتحدة - 22 أغسطس 2018، سري في المملكة المتحدة)؛ كاتب وروائي بريطاني.